# أوسكار مور (عداء مسافات طويلة)
أوسكار مور (بالإنجليزية: Oscar Moore)‏ هو عداء مسافات طويلة أمريكي، ولد في 31 مارس 1938.

## وصلات خارجية
- أوسكار مور على موقع أوليمبيديا (الإنجليزية)